# Чемпионат мира по настольному теннису 1935
Чемпионат мира по настольному теннису 1935 года прошёл с 8 по 16 февраля в Лондоне (Великобритания).

## Медалисты
| Разряд                   | Золото                                                                             | Серебро                                                                                        | Бронза                                                           |
| ------------------------ | ---------------------------------------------------------------------------------- | ---------------------------------------------------------------------------------------------- | ---------------------------------------------------------------- |
| Мужской одиночный разряд | Виктор Барна                                                                       | Миклош Сабадош                                                                                 | Алойзы Эрлих                                                     |
| Мужской одиночный разряд | Виктор Барна                                                                       | Миклош Сабадош                                                                                 | Эрвин Кон                                                        |
| Женский одиночный разряд | Мария Кеттнерова                                                                   | Магда Галь                                                                                     | Марсель Делакур                                                  |
| Женский одиночный разряд | Мария Кеттнерова                                                                   | Магда Галь                                                                                     | Мария Микова                                                     |
| Мужской парный разряд    | Виктор Барна Миклош Сабадош                                                        | Эдриан Хейдон Альфред Либстер                                                                  | Ласло Беллак Иштван Келен                                        |
| Мужской парный разряд    | Виктор Барна Миклош Сабадош                                                        | Эдриан Хейдон Альфред Либстер                                                                  | Рауль Бедок Даниэль Герен                                        |
| Женский парный разряд    | Мария Меднянски Анна Шипош                                                         | Мария Микова Мария Кеттнерова                                                                  | Анита Фельгут Астрид Кребсбах                                    |
| Женский парный разряд    | Мария Меднянски Анна Шипош                                                         | Мария Микова Мария Кеттнерова                                                                  | Хильде Буссман Л.Букер                                           |
| Микст                    | Виктор Барна Анна Шипош                                                            | Станислав Коларж Мария Кеттнерова                                                              | Эдриан Хейдон Маргарет Осборн                                    |
| Микст                    | Виктор Барна Анна Шипош                                                            | Станислав Коларж Мария Кеттнерова                                                              | Миклош Сабадош Мария Меднянски                                   |
| Мужской командный турнир | Венгрия · Виктор Барна · Ласло Беллак · Иштван Келен · Тибор Хази · Миклош Сабадош | Чехословакия · Виктор Тобиаш · Мирослав Хамр · Станислав Коларж · Карел Свобода · Богумил Ваня | Австрия · Эрвин Кон · Альфред Либстер · Карл Шедиви · Терри Вайс |
| Мужской командный турнир | Венгрия · Виктор Барна · Ласло Беллак · Иштван Келен · Тибор Хази · Миклош Сабадош | Чехословакия · Виктор Тобиаш · Мирослав Хамр · Станислав Коларж · Карел Свобода · Богумил Ваня | Польша · Алойзы Эрлих · Владислав Лёвенхерц · Симон Погорылес    |
| Женский командный турнир | Чехословакия · Мария Кеттнерова · Мария Микова · Гертруда Клейнова                 | Венгрия · Магда Галь · Мария Меднянски · Анна Шипош                                            | Германия · Анита Фельгут · Хильде Буссман · Астрид Кребсбах      |